# Armases cinereum
Armases cinereum är en kräftdjursart som först beskrevs av Bosc 1802.  Armases cinereum ingår i släktet Armases och familjen Sesarmidae. Inga underarter finns listade i Catalogue of Life.